# Viktor Troicki
Viktor Troicki (Servisch: Виктор Троицки) (Belgrado, 10 februari 1986) is een voormalig professionele Servische tennisser.

## Carrière
Troicki startte zijn tennisloopbaan in 2003. In 2010 won hij op ATP-toernooi van Moskou 2010 ten koste van de Cyprioot Marcos Baghdatis zijn eerste ATP-titel. In Sydney verloor hij in 2010 nog de finale, maar zowel in 2015 als in 2016 pakte hij de hoofdprijs. Op grandslams kwam de Serviër tot op heden niet verder dan een vierde ronde.
De twee hoogtepunten in zijn loopbaan zijn de eindoverwinningen met het Servische team in de Davis Cup 2010 en de ATP Cup 2020. In de finale van de Davis Cup 2010, die gehouden werd in Belgrado, won Troicki de vijfde en beslissende partij, waardoor Servië de Davis Cup ten koste van Frankrijk voor de eerste maal won. Ook in de finale van ATP Cup speelde Troicki (aan de zijde van dubbelpartner Novak Djokovic) de beslissende partij, waarbij in Madrid gewonnen werd van Spanje. 

### Schorsing
In juli 2013 werd hij door de internationale tennisfederatie voor achttien maanden geschorst omdat hij tijdens een dopingcontrole in april dat jaar bij een evenement in Monte Carlo geweigerd had bloed af te staan. Troicki gaf te kennen dit geweigerd te hebben, omdat hij zich niet goed voelde.

## Palmares
| Legenda                       | Legenda               |
| ----------------------------- | --------------------- |
| Grand Slam                    |                       |
| Olympische Spelen             |                       |
| tot 2009                      | vanaf 2009            |
| Tennis Masters Cup            | ATP Finals            |
| ATP Masters Series            | ATP Tour Masters 1000 |
| ATP International Series Gold | ATP Tour 500          |
| ATP International Series      | ATP Tour 250          |

### Enkelspel
| Nr.                  | Datum             | Toernooi       | Ondergrond    | Tegenstander in finale | Score            | Details |
| -------------------- | ----------------- | -------------- | ------------- | ---------------------- | ---------------- | ------- |
| Gewonnen finales     |                   |                |               |                        |                  |         |
| 1.                   | 24 oktober 2010   | ATP Moskou     | Hardcourt     | Marcos Baghdatis       | 3-6, 6-4, 6-3    | Details |
| 2.                   | 17 januari 2015   | ATP Sydney (1) | Hardcourt     | Michail Koekoesjkin    | 6-2, 6-3         | Details |
| 3.                   | 16 januari 2016   | ATP Sydney (2) | Hardcourt     | Grigor Dimitrov        | 2-6, 6-1, 7-6(7) | Details |
| Verloren finales     |                   |                |               |                        |                  |         |
| 1.                   | 17 augustus 2008  | ATP Washington | Hardcourt     | Juan Martín del Potro  | 3-6, 3-6         | Details |
| 2.                   | 4 oktober 2009    | ATP Bangkok    | Hardcourt     | Gilles Simon           | 5-7, 3-6         | Details |
| 3.                   | 15 januari 2011   | ATP Sydney     | Hardcourt     | Gilles Simon           | 5–7, 6–7(4)      | Details |
| 4.                   | 23 oktober 2011   | ATP Moskou     | Hardcourt(i)  | Janko Tipsarević       | 4-6, 2-6         | Details |
| 5.                   | 14 juni 2015      | ATP Stuttgart  | Gras          | Rafael Nadal           | 6-7(3), 3-6      | Details |
| 6.                   | 7 februari 2016   | ATP Sofia      | Hardcourt (i) | Roberto Bautista Agut  | 3-6, 4-6         | Details |
| Gewonnen challengers |                   |                |               |                        |                  |         |
| 1.                   | 24 april 2006     | Dharwad        | Hardcourt     | Łukasz Kubot           | 2-6, 6-4, 6-4    |         |
| 2.                   | 16 februari 2009  | Belgrado       | Tapijt        | Dominik Hrbatý         | 6-4, 6-2         |         |
| 3.                   | 31 augustus 2014  | Como           | Gravel        | Louk Sorensen          | 6-3, 6-2         |         |
| 4.                   | 14 september 2014 | Banja Luka     | Gravel        | Albert Ramos Viñolas   | 7-5, 4-6, 7-5    |         |

### Dubbelspel
| Nr.                  | Datum            | Toernooi    | Ondergrond    | Partner            | Tegenstanders in finale          | Score       | Details |
| -------------------- | ---------------- | ----------- | ------------- | ------------------ | -------------------------------- | ----------- | ------- |
| Gewonnen finales     |                  |             |               |                    |                                  |             |         |
| 1.                   | 3 oktober 2010   | ATP Bangkok | Hardcourt (i) | Christopher Kas    | Jonathan Erlich Jürgen Melzer    | 6–4, 6–4    | Details |
| 2.                   | 12 februari 2017 | ATP Sofia   | Hardcourt (i) | Nenad Zimonjic     | Michail Elgin Andrej Koeznetsov  | 6–4, 6–4    | Details |
| Verloren finales     |                  |             |               |                    |                                  |             |         |
| 1.                   | 24 oktober 2010  | ATP Moskou  | Hardcourt (i) | Janko Tipsarević   | Igor Koenitsyn Dmitri Toersoenov | 6–7(8), 3–6 | Details |
| 2.                   | 12 januari 2018  | ATP Sydney  | Hardcourt     | Jan-Lennard Struff | Łukasz Kubot Marcelo Melo        | 3-6, 4-6    | Details |
| Gewonnen challengers |                  |             |               |                    |                                  |             |         |
| 1.                   | 13 maart 2006    | Sarajevo    | Hardcourt (i) | Ilia Bozoljac      | Alexander Peya Lars Uebel        | 6-3, 6-4    |         |

### Landencompetities
| Nr.              | Datum           | Toernooi | Ondergrond | Partner(s)                                | Tegenstanders                                                          | Score               | Ref.    |
| ---------------- | --------------- | -------- | ---------- | ----------------------------------------- | ---------------------------------------------------------------------- | ------------------- | ------- |
| Gewonnen finales |                 |          |            |                                           |                                                                        |                     |         |
| 1.               | 12 januari 2020 | ATP Cup  | Hardcourt  | Novak Djokovic Dusan Lajovic Nikola Čačić | Rafael Nadal Roberto Bautista Agut Pablo Carreño Busta Feliciano López | 2-1 (3 wedstrijden) | Details |

## Resultaten grote toernooien
| Legenda | Legenda                          |
| ------- | -------------------------------- |
| g.t.    | geen toernooi gehouden           |
| l.c.    | lagere categorie                 |
| –       | niet deelgenomen                 |
| G       | uitgeschakeld in de groepsfase   |
| 1R      | uitgeschakeld in de eerste ronde |
| 2R      | uitgeschakeld in de tweede ronde |
| 3R      | uitgeschakeld in de derde ronde  |
| 4R      | uitgeschakeld in de vierde ronde |
| KF      | uitgeschakeld in de kwartfinale  |
| HF      | uitgeschakeld in de halve finale |
| F       | de finale verloren               |
| W       | het toernooi gewonnen            |
| w-v     | winst/verlies-balans             |

### Enkelspel
| toernooi             | 2008 | 2009 | 2010 | 2011 | 2012 | 2013 | 2014 | 2015 | 2016 | 2017 | 2018 | 2019 | 2020 | 2021 |
| -------------------- | ---- | ---- | ---- | ---- | ---- | ---- | ---- | ---- | ---- | ---- | ---- | ---- | ---- | ---- |
| grandslamtoernooien  |      |      |      |      |      |      |      |      |      |      |      |      |      |      |
| Australian Open      | 1R   | 2R   | 2R   | 3R   | 2R   | 1R   | –    | 3R   | 3R   | 3R   | 2R   | 2R   | –    | 1R   |
| Roland Garros        | 1R   | 2R   | 3R   | 4R   | 2R   | 4R   | –    | 2R   | 4R   | 2R   | –    | –    | –    |      |
| Wimbledon            | 2R   | 3R   | 2R   | 2R   | 4R   | 3R   | –    | 4R   | 2R   | 1R   | –    | –    | g.t. |      |
| US Open              | 3R   | 2R   | 1R   | 1R   | 1R   | –    | –    | 3R   | 2R   | 3R   | –    | –    | –    |      |
| ATP Masters 1000     |      |      |      |      |      |      |      |      |      |      |      |      |      |      |
| Indian Wells         | –    | 3R   | 4R   | 4R   | 2R   | 1R   | –    | 1R   | 2R   | 1R   | 1R   | –    | g.t. |      |
| Miami                | 2R   | 4R   | 2R   | 4R   | 3R   | 2R   | –    | 3R   | 3R   | 2R   | 1R   | –    | g.t. |      |
| Monte Carlo          | –    | 1R   | 2R   | KF   | 2R   | 1R   | –    | 2R   | 1R   | 1R   | –    | –    | g.t. |      |
| Madrid               | –    | 1R   | 1R   | 1R   | 2R   | 2R   | –    | 1R   | 1R   | –    | –    | –    | g.t. |      |
| Rome                 | –    | 2R   | 2R   | 2R   | 2R   | 2R   | –    | 3R   | 2R   | 2R   | –    | –    | –    |      |
| Montréal/Toronto     | –    | 1R   | 2R   | 3R   | 2R   | –    | –    | 1R   | 1R   | 1R   | –    | –    | g.t. |      |
| Cincinnati           | –    | 1R   | 2R   | 1R   | 3R   | –    | –    | 1R   | 1R   | 1R   | –    | –    | –    |      |
| Shanghai             | l.c. | 2R   | –    | 1R   | 2R   | –    | –    | 2R   | 3R   | KF   | –    | –    | g.t. |      |
| Parijs               | 1R   | 2R   | –    | 3R   | 1R   | –    | –    | 3R   | 3R   | 1R   | –    | –    | –    |      |
| olympisch            |      |      |      |      |      |      |      |      |      |      |      |      |      |      |
| Olympische Spelen    | –    | g.t. | g.t. | g.t. | 1R   | g.t. | g.t. | g.t. | 1R   | g.t. | g.t. | g.t. | g.t. |      |
| statistieken         |      |      |      |      |      |      |      |      |      |      |      |      |      |      |
| totaal aantal titels | 0    | 0    | 1    | 0    | 0    | 0    | 0    | 1    | 1    | 0    | 0    | 0    | 0    | 0    |
| eindejaarsranking    | 57   | 29   | 28   | 22   | 38   | 75   | 101  | 22   | 29   | 55   | 215  | 158  | 201  |      |

### Dubbelspel
| toernooi             | 2008 | 2009 | 2010 | 2011 | 2012 | 2013 | 2014 | 2015 | 2016 | 2017 | 2018 | 2019 | 2020 | 2021 |
| -------------------- | ---- | ---- | ---- | ---- | ---- | ---- | ---- | ---- | ---- | ---- | ---- | ---- | ---- | ---- |
| grandslamtoernooien  |      |      |      |      |      |      |      |      |      |      |      |      |      |      |
| Australian Open      | –    | 1R   | 1R   | –    | –    | 1R   | –    | 1R   | 1R   | 2R   | 1R   | –    | –    | –    |
| Roland Garros        | KF   | –    | 2R   | 2R   | –    | 2R   | –    | 1R   | 1R   | 1R   | –    | –    | –    |      |
| Wimbledon            | 2R   | 3R   | 1R   | –    | –    | 1R   | –    | 1R   | 2R   | –    | –    | –    | g.t. |      |
| US Open              | 1R   | –    | 1R   | –    | 2R   | –    | –    | 1R   | 2R   | 1R   | 1R   | –    | –    |      |
| ATP Masters 1000     |      |      |      |      |      |      |      |      |      |      |      |      |      |      |
| Indian Wells         | –    | –    | 2R   | KF   | 1R   | 1R   | –    | 1R   | 2R   | KF   | –    | –    | g.t. |      |
| Miami                | –    | –    | –    | –    | 1R   | 1R   | –    | 1R   | 2R   | 1R   | 1R   | –    | g.t. |      |
| Monte Carlo          | –    | HF   | 2R   | 2R   | KF   | –    | –    | 1R   | 1R   | 2R   | –    | –    | g.t. |      |
| Madrid               | –    | –    | HF   | 2R   | 1R   | –    | –    | KF   | 1R   | –    | –    | –    | g.t. |      |
| Rome                 | –    | –    | 2R   | 1R   | 2R   | –    | –    | –    | KF   | –    | –    | –    | –    |      |
| Montréal/Toronto     | –    | –    | –    | –    | 2R   | –    | –    | 1R   | 2R   | –    | –    | –    | g.t. |      |
| Cincinnati           | –    | –    | –    | 1R   | KF   | –    | –    | 1R   | 2R   | –    | –    | –    | –    |      |
| Shanghai             | l.c. | –    | –    | 2R   | –    | –    | –    | 1R   | –    | –    | –    | –    | g.t. |      |
| Parijs               | 1R   | –    | –    | –    | –    | –    | –    | 1R   | –    | –    | –    | –    | –    |      |
| olympisch            |      |      |      |      |      |      |      |      |      |      |      |      |      |      |
| Olympische Spelen    | –    | g.t. | g.t. | g.t. | 1R   | g.t. | g.t. | g.t. | –    | g.t. | g.t. | g.t. | g.t. |      |
| statistieken         |      |      |      |      |      |      |      |      |      |      |      |      |      |      |
| totaal aantal titels | 0    | 0    | 1    | 0    | 0    | 0    | 0    | 0    | 0    | 1    | 0    | 0    | 0    | 0    |
| eindejaarsranking    | 147  | 70   | 55   | 75   | 119  | 162  | 1265 | 170  | 89   | 110  | 301  | 723  | 221  |      |